# Флегонтов, Антон Матвеевич
Антон Матвеевич Флегонтов (3 августа 1887, Чита — 30 августа 1946, Ялта) — российский революционер, член ПСР, председатель исполнительного комитета Читинского Совета рабочих и солдатских депутатов, забайкальский областной комиссар Временного Сибирского правительства.

## Биография
Родился в мещанской семье, работал почтовым служащим, в 1905 году вступил в ПСР, с 1906 года находился под надзором полиции. Перебрался в Иркутск, занялся там подпольной революционной деятельностью, в 1909 году был выдан осведомителем и в 1910 году был сослан в Якутскую область на поселение по приговору военного суда.
После Февральской революции 1917 года вернулся в Читу и вошёл в состав Забайкальского Комитета общественной безопасности, а также в исполнительный комитет Читинского Совета рабочих и солдатских депутатов, в котором он стал председателем. Был делегатом III съезда ПСР, членом Исполнительного комитета Всероссийского Совета крестьянских депутатов. В ноябре 1917 года был избран членом Всероссийского Учредительного собрания от ПСР.
После Октябрьской революции в конце декабря 1917 года в Чите был образован Народный совет, в который вошли представители разных партий. Флегонтов стал его членом. Но в феврале 1918 года в Чите утвердилась Советская власть, и Народный совет был распущен. 
26 августа 1918 года Читу заняли войска Временного Сибирского правительства во главе с генералом А.Н. Пепеляевым. Было созвано заседание представителей местного самоуправления, которое постановило подчиниться власти Временного Сибирского правительства и рекомендовать назначить Флегонтова временным комиссаром Забайкальской области. 9 сентября 1918 года, во время визита в Читу специального представителя  Временного Сибирского правительства по Дальнему Востоку Леонида Загибалова, Флегонтова утвердили в должности областного комиссара. Он также командовал 5-м Приамурским отдельным корпусом.
Но вскоре в Читу прибыли отряды атамана Григория Семёнова. 2 октября 1918 года семёновцы арестовали Флегонтова. 21 октября 1918 года его освободили и выслали в Маньчжурию Он был вынужден покинуть все занимаемые им административные посты и перейти на работу в систему сибирской кооперации. В 1919 году он стал членом Забайкальского областного правления кооперативов. В мае 1919 года он вновь баллотировался в гласные Читинской городской думы как представитель профессиональных союзов и социалистических партий города.
В 1921 году Флегонтов был избран в члены Учредительного собрания Дальневосточной республики, а в 1922 году — депутатом Народного собрания ДВР второго созыва.
После ликвидации ДВР в ноябре 1922 года был арестован и приговорён к трём годам заключения, содержался в Пертоминском лагере под Архангельском. В 1924 году был отправлен в Москву для лечения. В
1926 году находился в ссылке в Ашхабаде, с 1929 года — в Ташкенте, с 1932 года — в Павлодаре. В 1934 году он жил в Уфе, в этом году ему, как больному тяжёлой формой туберкулёза, разрешили поселиться под надзором в Ялте, где он и жил до смерти.